# Ralph Stefan Solecki
Stefan Rafael Solecki est un archéologue et préhistorien américain, né le 15 octobre 1917 à Brooklyn (New York) et mort le 20 mars 2019 à Livingston, dans le New Jersey.

## Formation
Ralph Solecki obtient son doctorat (PhD) à l'université Columbia, à New York.

## Carrière
D'abord professeur à la Smithsonian Institution, Ralph Solecki rejoint ensuite l'université Columbia, où il enseigne de 1959 à 1988.

## Travaux
Ralph Solecki a commencé ses travaux par des fouilles sur des sites paléolithiques du Nord-Est des États-Unis, où il trouve des pointes de flèches et des outils lithiques. Il est surtout connu pour ses fouilles sur le site néandertalien de Shanidar, dans le Kurdistan irakien, qu'il découvre en 1957,,. Ses publications ont contribué à réhabiliter quelque peu l'Homme de Néandertal, qui souffrait encore à son époque de l'image d'une espèce très archaïque.

## Publications
- Prehistory in Shanidar valley, northern Iraq, 1963
- Shanidar, the first flower people, 1971
- Shanidar : the humanity of Neanderthal Man, 1972, voir en ligne
- Shanidar IV, a Neanderthal flower burial in northern Iraq, 1975
- Ralph S. Solecki, Rose L. Solecki, Anagnostis P. Agelarakis, The Proto-Neolithic Cemetery in Shanidar Cave, Texas A&M UniverÉsity Press, 2004, 234 p.